# یورا-گورا
یورا-گورا (به لاتین: Yura-Gora) یک منطقهٔ مسکونی در روسیه است که در استان آرخانگلسک واقع شده‌است.